# Brzi Brod
Brzi Brod (Servisch cyrillisch Брзи Брод) is een plaats in de Servische gemeente Medijana. De plaats telt 4452 inwoners (2002).